# Al-Asbat-minaret

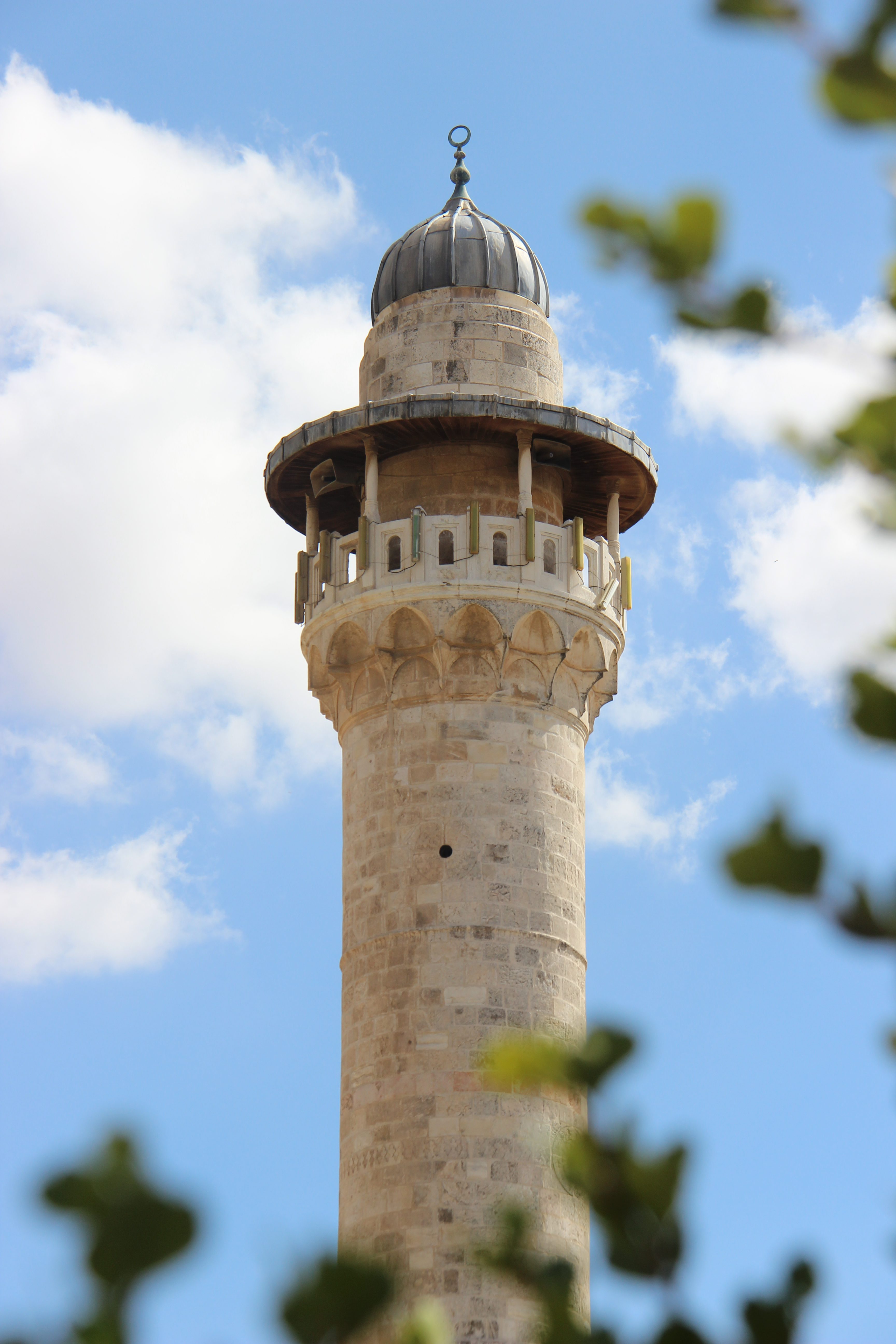
Al-Asbat-minaret

De Al-Asbat-minaret, ook wel bekend als de Minaret van de Stammen, is een van de vier minaretten op de Tempelberg in de Oude Stad van Jeruzalem, die allemaal behoren tot de Al-Aqsamoskee.
De minaret bevindt zich langs de noordelijke muur.

## Geschiedenis
De Al-Asbat-minaret werd gebouwd in 1367. Hij is gevormd uit een stenen basis gebouwd door de Turkse Ottomanen, die taps toeloopt boven het balkon van de muezzin, omgeven is door ronde ramen en eindigt in een uikoepel, deze werd herbouwd na de aardbeving van 1927.